# Хаддиуи, Бадреддин
Бадреддин Хаддиуи (араб. بدر الدين الحديوي‎; род. 25 декабря 1988, Мохаммедия) — марокканский боксёр, представитель средней, полусредней и лёгкой весовых категорий. Выступал за национальную сборную Марокко по боксу в 2009—2018 годах, чемпион Африки, победитель и призёр многих турниров международного значения, участник летних Олимпийских игр в Лондоне.

## Биография
Бадреддин Хаддиуи родился 25 декабря 1988 года в городе Мохаммедия, Марокко.
Первого серьёзного успеха на взрослом международном уровне добился в сезоне 2009 года, когда вошёл в основной состав марокканской национальной сборной и выступил на чемпионате Африки в Вакоа, где одержал победу в зачёте лёгкой весовой категории. Также в этом сезоне выиграл серебряную медаль на Играх франкофонов в Бейруте — в решающем финальном поединке уступил французу Сулейману Сиссоко.
В 2010 году выступил на турнире Премьер-министра Турции в Анкаре, на домашнем международном турнире «Мухаммед VI Трофи», стал серебряным призёром на Панарабских военных играх в Дамаске.
В 2011 году в среднем весе взял бронзу на международном турнире «Таммер» в Тампере, серебро на Панарабских играх в Дохе, отметился выступлением на чемпионате мира в Баку.
В 2012 году дошёл до четвертьфинала на Мемориале Иштвана Бочкаи в Дебрецене, выступил на Кубке химии в Галле. На Африканском олимпийском квалификационном турнире в Касабланке победил всех соперников по турнирной сетке и тем самым удостоился права защищать честь страны на летних Олимпийских играх в Лондоне. На Играх, однако, уже в стартовом поединке категории до 75 кг со счётом 9:11 потерпел поражение от узбека Аббоса Атоева и сразу же выбыл из борьбы за медали.
После лондонской Олимпиады Хаддиуи остался в составе боксёрской команды Марокко на ещё один олимпийский цикл и продолжил принимать участие в крупнейших международных турнирах. Так, в 2013 году он выступил на Средиземноморских играх в Мерсине, уступив в четвертьфинале египтянину Хосаму Бакр Абдину, боксировал на мировом первенстве в Алма-Ате.
В 2014 году дошёл до четвертьфинала на чемпионате мира среди военнослужащих CISM в Алма-Ате и на Африканском кубке наций в Ист-Лондоне.
В 2015 году боксировал на африканском военном чемпионате, на Всемирных военных играх в Йонджу, на Кубке мира нефтедобывающих стран в Ханты-Мансийске. Также начиная с этого времени представлял марокканскую команду Morocco Atlas Lions в матчевых встречах полупрофессиональной лиги World Series of Boxing.
В 2016 году выступил на Мемориале Иштвана Бочкаи в Дебрецене, но выбыл из борьбы уже на раннем этапе соревнований.
В 2018 году стал чемпионом Марокко в полусредней весовой категории, выиграл бронзовую медаль на африканском военном чемпионате в Алжире.